# هیرت
هیرت (انگلیسی: Hirth) شرکت هوافضای آلمانی است، که در سال ۱۹۲۰ تأسیس شد.